# Gate to the East
Il Gate to the East, noto anche come Gate of the Orient, (cinese semplificato 东方 之 门; cinese tradizionale 東方 之 門; pinyin dōng fāng zhī mén) è un grattacielo di Suzhou, situato nel Jiangsu, in Cina. 
Con un'altezza di 301,8 metri, l'edificio si trova nel cuore del parco industriale Suzhou. La costruzione iniziò nel 2004 e fu completata nel 2014 con un costo di circa 700 milioni di dollari. Dal 2014 al 2018 è stato il più alto edificio della città, venendo poi superato dal Suzhou IFS. L'edificio è posizionato esattamente nell'intersezione tra l'est e l'ovest della città vecchia di Suzhou con la riva occidentale del lago Jinji.